# Balla-patak
Balla-patak är ett vattendrag i Ungern.   Det ligger i provinsen Heves, i den norra delen av landet, 90 km nordost om huvudstaden Budapest.